# Samanta
Samanta je žensko osebno ime.

## Izvor imena
Ime Samanta izhaja iz angleško-ameriškega imena Samantha, katerega izvor pa je zelo nejasen. Najverjetneje ime izvira iz južnih držav ZDA in je možna tvorjenka iz imena Sam, ki je skrajšana oblika imena Samuel in ženskega priponskega obrazila -antha.

## Različice imena
Samantha

## Tujejezikovne različice imena
- pri Angležih: Samantha
- pri Italijanih: Samantha
- pri Poljakih: Samanta

## Pogostost imena
Po podatkih Statističnega urada Republike Slovenije je bilo na dan 31. decembra 2007 v Sloveniji število ženskih oseb z imenom Samanta: 324.

## Osebni praznik
Ime Samanta bi koledarsko lahko uvrstili k imenu Samuel, ki goduje 20. avgusta.

## Znane osebe
- Samantha Fox, britanska pevka in fotomodel
- Samantha Škrjanec, slovenska modna kreatorka